# Martin Braungart
Martin Braungart (* 30. August 1941 in Ludwigsburg; † 19. November 2007) war ein deutscher Motorsportler, Motorsport-Techniker und Manager.

## Karriere
Martin Braungart hat 1968 an der TH Stuttgart als Dipl.-Ing. Maschinenbau (Fachrichtung Kfz-Technik) abgeschlossen, und nach seinem Studium als Versuchsingenieur im Fahrversuch bei Mercedes-Benz angefangen.
1968 wechselte er zur Ford-Motorsport-Abteilung in Köln und war dort der technische Leiter und verantwortlich für die Entwicklung, die Fertigung und den Sporteinsatz der Rallye- und Rennfahrzeuge. Er prägt zusammen mit dem Ford-Rennsportmanager Jochen Neerpasch bis 1972 die Erfolge der Ford-Escort- und Capri-Ära.
Anfang 1972 wechselten Martin Braungart zusammen mit Jochen Neerpasch zum damaligen härtesten Motorsportkonkurrenten BMW. Braungart war hier bis 1979 der technische Leiter der BMW Motorsport GmbH, und verantwortlich für die Entwicklung, die Fertigung und den Sporteinsatz der Rennfahrzeuge. Unter seiner Leitung wurden der BMW 3.0 CSL in der Saug- und in der Turbo-Variante konzipiert und in der Tourenwagen-Europameisterschaft sowie 1975 in der amerikanischen IMSA-GT-Meisterschaft eingesetzt.
Ab 1977 wurde bei BMW Motorsport GmbH unter der Projektverantwortung von Martin Braungart die Straßenvariante des BMW M1 entwickelt. Die Straßenvariante war von Anfang an als Homologationsbasis für den Rennsport vorgesehen. Martin Braungart steuerte als Projektverantwortlicher die Zusammenarbeit der beteiligten Entwicklungs- und Versuchsabteilungen der BMW AG (Motor und Elektrik), der BMW Motorsport GmbH, Italdesign und der Zulieferer.
1979 tritt Martin Braungart als dritter Geschäftsführender Gesellschafter in die BBS GmbH & Co.KG ein.
1987 übernimmt er zusätzlich den Posten des Technischen Vorstandes.
1997 kommt die Geschäftsführung der BBS Motorsport & Engineering GmbH hinzu, diese Posten übt er bis zu seinem Tod 2007 aus.

## Sportliche Erfolge (Auszug)
- 1963: 2. Platz Deutschland-Rallye, mit Fahrer Dieter Glemser auf Mercedes-Benz 220 SE[4]
- 1963: 1. Platz Rallye Polen, mit Fahrer Dieter Glemser auf Mercedes-Benz 220 SE
- 1963: 2. Platz Großer Straßenpreis von Argentinien für Tourenwagen, mit Fahrer Dieter Glemser auf Mercedes-Benz 300 SE
- 1964: 2. Platz Großer Straßenpreis von Argentinien für Tourenwagen, mit Fahrer Dieter Glemser auf Mercedes-Benz 300 SE